# شعبان حميد
شعبان حميد ( 1948)، ممثل أردني 

## عن حياته
نال شهادة البكالوريوس في الإخراج والتمثيل من المعهد العالي بالقاهرة عام 1972، عمل مخرجاً في دائرة الثقافة والفنون (1973 -1981)، وعمل مدرساً في معهد الفنون الجميلة، ومشرفاً فنياً في مدارس الكلية الإسلامية، وهو عضو (رابطة) نقابة الفنانين، وعضو رابطة المسرحيين الأردنيين، وعضو لجنة تحكيم مهرجان المسرح الأردني 2، ومؤسس في رابطة المسرحيين الأردنيين.

## من أعماله

### المسلسلات
- عطر النار
- معاوية بن ابي سفيان
- همة وعزم
- بلقيس
- أبو جعفر المنصور
- الحجاج
- ساري

## روابط خارجية
- شعبان حميد على موقع قاعدة بيانات الأفلام العربية